# Anthony Crawford

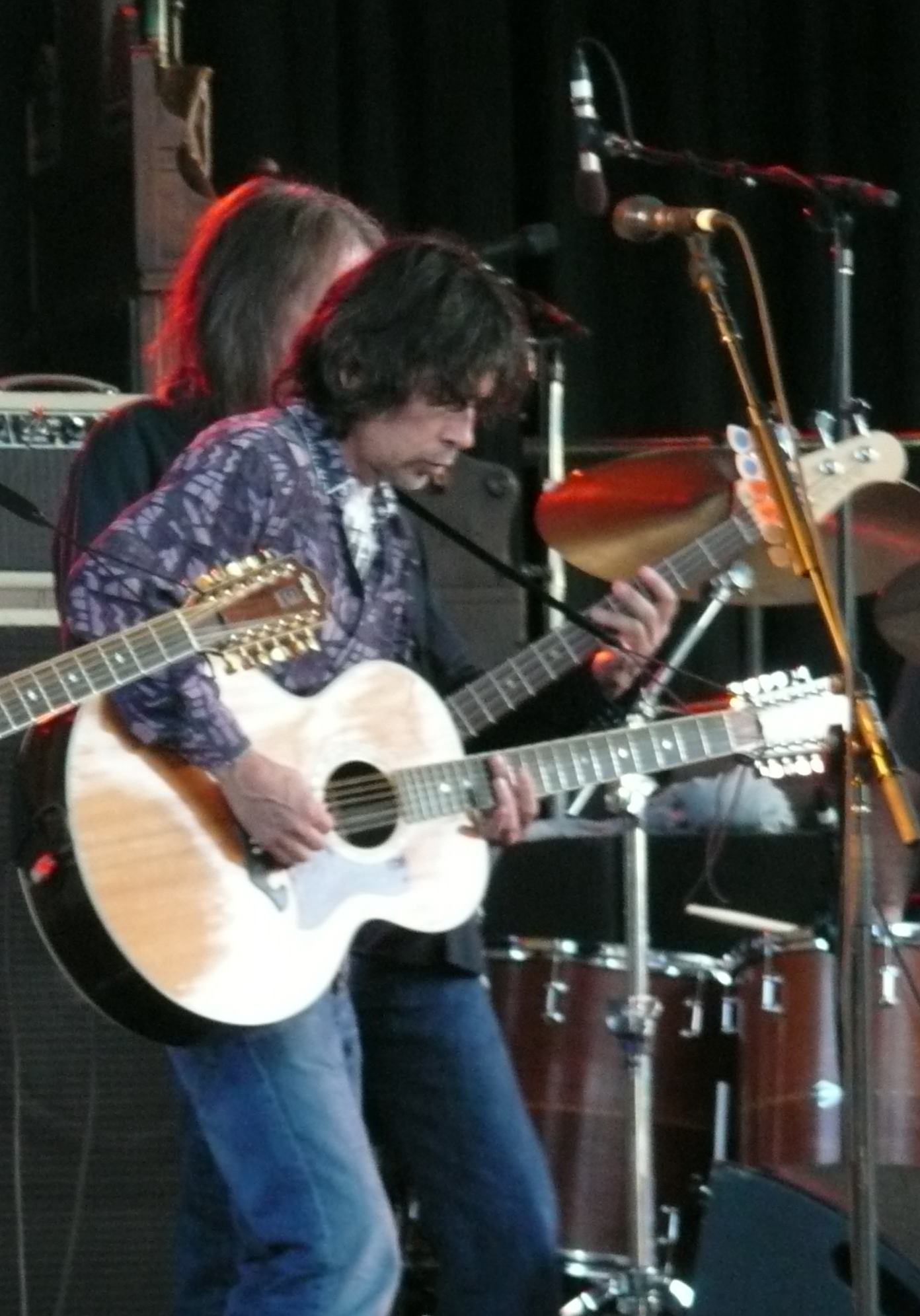
Anthony Crawford, 2009

Anthony Crawford (Birmingham (Alabama), 5 mei 1957) is een Amerikaans multi-instrumentalist, zanger en tekstdichter. Hij heeft verschillende solo-albums uitgebracht, evenals twee albums en een DVD met zijn vrouw Savana Lee als het duo Sugarcane Jane.
Als instrumentalist bespeelt hij akoestische gitaar, elektrische gitaar, basgitaar, mandoline, viool, drums, mondharmonica, pedal steel, piano/keyboard en banjo.

## Soloalbums
- Anthony Crawford - Little Dog Records - Producer- Pete Anderson (1993) - Twee singles hiervan verschenen op Gavin's Adult Contemporary Chart: "Fit In" (bereikte # 20), "On The Edge" (bereikte # 15)
- Unintentional Decoy - AC Sound - Producer - Anthony Crawford (1995)
- Radio Café - Cason Companies – Producer Buzz Cason/Anthony Crawford (2000)
- Five is Red - Independent release – Producer Anthony Crawford (2009)

## Albums waar Crawford aan meewerkte
- Eddie Rabbit: Radio Romance, Liberty Records (1982)
- Tanya Tucker: Changes, Arista (1983)
- Rosanne Cash: Rhythm and Romance, Columbia (1985)
- Rodney Crowell: Street Language (1986)
- Neil Young: Everybody's Rockin', Geffen (1983)
- Neil Young: Old Ways, Geffen (1983–1985)
- Vince Gill: When I Call Your Name, MCA Nashville (1989)
- Steve Winwood: Refugee of the Heart, Virgin Records (1990)
- Steve Forbert The American In Me Geffen (1992)
- Pete Anderson: Working Class (1994)
- Dwight Yoakam: Gone Reprise (1995)
- Dwight Yoakam: Under The Covers (1997)
- Neil Young: Prairie Wind Reprise Records (2005)
- Neil Young:Fork in the Road Reprise Records (2009)
- Neil Young: A Treasure Reprise Records (2011)

## Tours waar Crawford aan bijdroeg
- Sonny James (1981)
- Neil Young and the World Tour (1983)
- Neil Young and The Shocking Pinks World Tour (1983–1985)
- Nicolette Larson (1986–1987)
- Vince Gill (1989)
- Steve Winwood "Roll with It Tour" (1988–1990)
- Steve Forbert "The American In Me" (1990)
- Dwight Yoakam “Gone” World Tour (1996–1997)
- Blackhawk "For The Sake Of The Song" (2003–2007)
- Neil Young (2007–2009)

## Video- en televisieoptredens
- 1980 "Grand Ole Opry Matinee" Solo
- 1981 "Hee Haw" met Sonny James
- 1983-85 met Neil Young - "Austin City Limits", "Nashville Now", "Live Aid", "Farm Aid I and II", “New Orlean’s World Fair", "Cryin" video en "Wonderin" video
- 1988-89 met Nicolette Larson - "Nashville Now", "Hee Haw", "Jamboree in the Hills"
- 1989 met Steve Winwood - "Showtime"
- 1990-1996 met Rodney Crowell - "Lovin' All Night" video en "Nashville Now"
- 1996 SOLO - "Country Today", "On The Edge"
- 1996-97 met Dwight Yoakam - "Late Show with David Letterman", "Grammy Awards Show", "The Tonight Show with Jay Leno" en "Gone" video
- 2003 Blackhawk DVD
- 2005 met Neil Young (Regie door Jonathan Demme)- “Heart of Gold” film en DVD
- 2008 met Neil Young – “Farm Aid”